# Various Positions
Various Positions è un album del cantautore canadese Leonard Cohen, pubblicato nel 1984.

## Descrizione
L'etichetta discografica che aveva sempre collaborato con Cohen per la pubblicazione dei suoi dischi negli Stati Uniti, la Columbia Records, non volle inizialmente far uscire il disco. L'uscita negli Stati Uniti avvenne così solamente più tardi, quando l'intero catalogo di Cohen fu ripubblicato. Nel 2009, durante un'intervista rilasciata al Guardian, Cohen confermò che la pubblicazione del disco fu piuttosto complessa negli Stati Uniti, in quanto la casa discografica Sony Music, proprietaria dell'etichetta Columbia Records, riteneva che il materiale in esso incluso non fosse abbastanza buono. Nella stessa occasione, Cohen aggiunse anche di considerare la popolarità ottenuta nei decenni seguenti da Hallelujah, brano incluso nel disco e arrivato al successo grazie alle cover realizzate da molti artisti diversi, come una sorta di piccola rivincita nei confronti dell'iniziale diffidenza dimostrata dalla casa discografica. L'album fu prodotto e arrangiato da John Lissauer. I testi dei brani inclusi nel disco ruotano attorno alle riflessioni religiose del cantautore, come conseguenza dei numerosi interrogativi spirituali di natura religiosa e filosofica che lui si era posto in quel periodo.

## Tracce
Lato A
Testi e musiche di Leonard Cohen.
1. Dance Me to the End of Love – 4:38
2. Coming Back to You – 3:32
3. The Law – 4:27
4. Night Comes On – 4:40

Lato B
Testi e musiche di Leonard Cohen.
1. Hallelujah – 4:36
2. The Captain – 4:06
3. Hunter's Lullaby – 2:24
4. Heart with No Companion – 3:04
5. If It Be Your Will – 3:43